# LEGO
The Lego Group (il cui marchio viene reso graficamente come LEGO) è un'azienda danese produttrice di giocattoli fondata nel 1932 da Ole Kirk Kristiansen; è nota internazionalmente per la sua linea di mattoncini assemblabili la cui produzione iniziò nel 1949, ma soltanto nel 1958 essi assunsero la particolare forma che ne caratterizzerà l'assemblaggio; il nome venne ideato nel 1934 dall'unione delle parole danesi "leg godt" che significa "gioca bene". Per fatturato è la maggiore azienda produttrice di giocattoli al mondo.
Dopo l'iniziale serie classica, vennero aggiunte alla produzione altre serie dedicate a bambini di età inferiore come i Duplo, con elementi modulari più grandi, i Primo, dedicati alla prima infanzia, e i Fabuland, a metà strada tra i Duplo e la serie principale; mentre, per una età più matura, sono state create la serie LEGO Technic, con elementi più complessi e funzioni personalizzabili (serie LEGO Mindstorms) e LEGO Architecture per ricreare le opere d'arte che hanno fatto la storia dell'umanità.
Sono state create anche linee tematiche di giocattoli ispirate a lungometraggi cinematografici come: Harry Potter, Indiana Jones, Batman, Star Wars, LEGO Marvel's Avengers, Il Signore degli Anelli, LEGO Jurassic World o Pirati dei Caraibi.
LEGO ha poi realizzato una catena di parchi di divertimento a tema basati sui propri giocattoli in varie parti del mondo; il primo Legoland venne inaugurato a Billund, Danimarca nel 1968 e altri seguirono oltre che in Europa anche negli Stati Uniti e in Giappone.
Ispirandosi al design dei giocattoli sono stati realizzati alcuni lungometraggi cinematografici animati come The LEGO Movie, a lui seguirono LEGO Batman - Il film, LEGO Ninjago - Il film, The LEGO Movie 2 - Una nuova avventura e Piece by Piece, oltre a serie di videogame.
Ulteriore sviluppo è stato quello di concepire l'idea di giocare seriamente nelle organizzazioni, creando un apposito settore didattico chiamato LEGO Serious Play.
La LEGO Group è posseduta dal 75% dalla holding KIRKBI mentre il restante 25% da LEGO Foundation attraverso Koldingvej 2, Billund A/S.
Nel 2019 la LEGO Group ha acquistato attraverso KIRKBI la Merlin Entertainments, proprietaria tra le altre cose del museo delle cere Madame Tussauds e del parco di divertimenti Gardaland, dove è stato inaugurato il primo Legoland Water Park europeo.

## Storia

### Origini

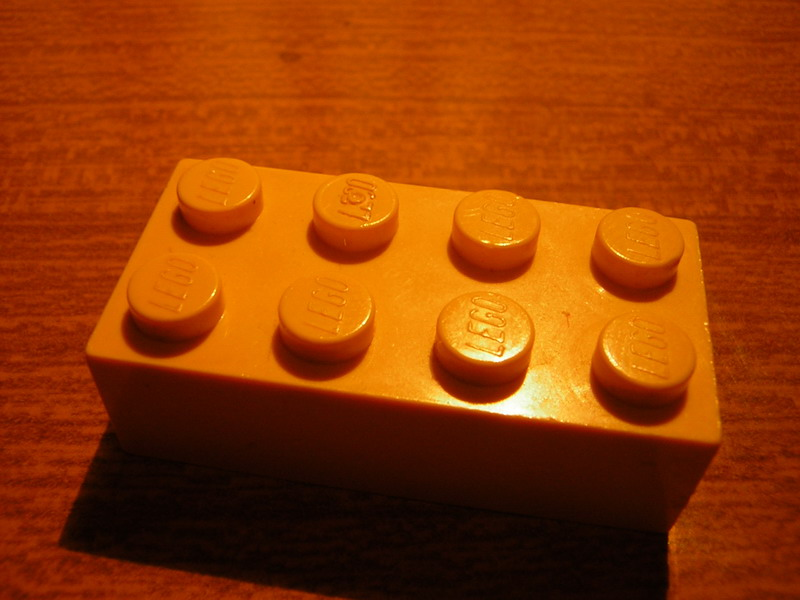
Tipico mattoncino LEGO.

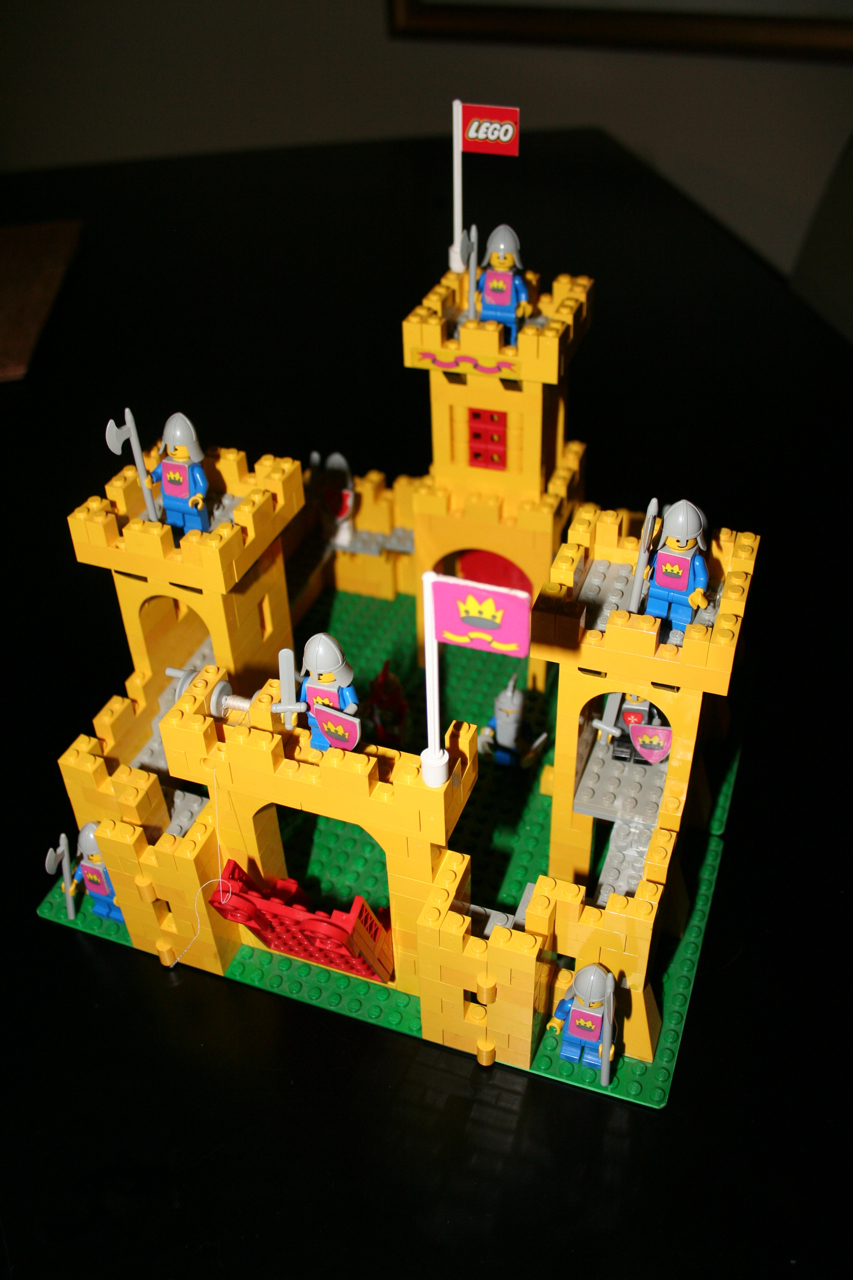
Il castello giallo, scatola nº 375.

Logo originale.

L'invenzione dei mattoncini è dovuta a Ole Kirk Kristiansen, un falegname di Billund. Con il tempo la sua modesta impresa familiare crebbe fino a diventare uno dei maggiori produttori di giocattoli del mondo.
Nel 1916, Christiansen aprì a Billund in Danimarca una piccola falegnameria, mediante la quale si occupava della costruzione di abitazioni e arredi interni per le fattorie della regione, con l'aiuto di una piccola squadra di apprendisti. Nel 1924, la bottega fu colpita da un grave incendio, scatenato per errore da uno dei suoi due giovani figli. Christiansen non si perse d'animo e, ripresosi dalle difficoltà, ricostruì una bottega più grande della precedente; nonostante ciò, la Grande depressione del 1929 non tardò ad avere conseguenze sul suo tenore di vita. Cercando un sistema per mitigare i costi di produzione, pensò allora di fabbricare i suoi prodotti riducendone le dimensioni, in modo da velocizzare il processo di progettazione. Tali miniature furono l'ispirazione per la produzione di giocattoli che sarebbe cominciata di lì a poco.
Christiansen, infatti, nel 1932 iniziò appunto a fabbricare giocattoli: veicoli da trainare, salvadanai, automobili e camion in miniatura. Ebbe però un successo modesto, anche perché le famiglie della zona non potevano permettersi l'acquisto di giocattoli per i propri bambini e spesso saldavano i conti dando in cambio cibo. Per restare sul mercato Christiansen continuò quindi a produrre anche attrezzi ed arredi. A metà degli anni trenta, la moda dello yo-yo gli diede un breve periodo di prosperità, che però terminò in poco tempo. Per non perdere il materiale rimasto in magazzino, dalle parti degli yo-yo invenduti ricavò ruote per camion giocattolo. In questo periodo, il figlio Godtfred iniziò a lavorare attivamente con lui.
Nel 1934 Christiansen coniò per i suoi giocattoli il nome LEGO, prendendo ispirazione dalla locuzione in lingua danese leg godt ("gioca bene"). In seguito, l'azienda si accorse della similitudine con il verbo latino lĕgo, con il significato di "metto insieme", ma si tratta di una traduzione piuttosto libera di un verbo che normalmente è tradotto con "raccolgo", "scelgo" o con una varietà di altri significati. In finlandese, legot (forma plurale di lego) è usato anche come termine gergale per indicare i denti umani, a causa della loro forma rettangolare.

### Anni quaranta e cinquanta
Quando l'utilizzo della plastica si diffuse, Christiansen la introdusse nella propria produzione. Fu introdotto il primo giocattolo modulare: un camion scomponibile, formato da diversi elementi assemblati tra loro a incastro. In seguito, gli elementi di cui erano composti i giocattoli divennero dei veri e propri mattoncini: nel 1947, Ole Kirk e Godtfred crearono infatti i primissimi esemplari di mattoncini assemblabili in plastica, prendendo spunto da quelli prodotti dalla società Kiddicraft e brevettati da Hilary "Harry" Fisher Page. Nel 1949, LEGO ne iniziò la produzione, chiamandoli Automatic Binding Bricks. I mattoncini, composti di acetato di cellulosa, erano sviluppati seguendo la tradizione dei blocchetti sovrapponibili in legno già commercializzati dall'azienda. I mattoncini potevano essere assemblati e disassemblati fra loro, facendo combaciare le sporgenze rotonde sulla faccia superiore con le cavità rettangolari presenti sul fondo. Nel 1953, ai mattoncini venne dato un nuovo nome: "LEGO Mursten" ("mattoncini LEGO").
L'uso della plastica per produrre giocattoli non fu visto all'epoca con molto favore da rivenditori e consumatori. Molte delle scatole di LEGO vennero restituite dai negozianti per scarsa vendita. Con l'avvento del 1954 Godtfred diventò direttore della LEGO. I mattoncini presentavano ancora problemi di duttilità: le loro possibilità di collegamento erano piuttosto limitate e non erano molto versatili.
Nel 1958 fu studiato il mattoncino LEGO nella forma di lì in poi utilizzata e i pezzi furono migliorati con l'inserimento di un cilindretto nella cavità inferiore, che aggiungeva supporto alla base permettendo maggiori opzioni di collegamento e stabilità dei pezzi. Nello stesso anno, Ole Kirk Christiansen morì e suo figlio Godtfred ereditò la guida della società.
Nel 1959 fu fondata all'interno dell'impresa la divisione Futura, un piccolo staff responsabile della creazione di nuove idee per lo sviluppo del prodotto creativo.

### Anni sessanta

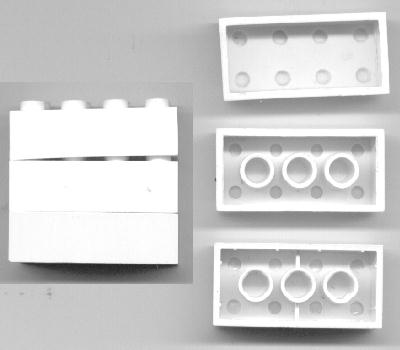
Gli elementi nel corso degli anni hanno subito piccole modifiche, visibili principalmente nella parte inferiore.

Un altro incendio della fabbrica colpì la LEGO nel 1960, distruggendo gran parte del magazzino di giocattoli di legno. La solidità della linea dei mattoncini in plastica permise di abbandonare la produzione di giocattoli in legno. Entro la fine di quell'anno l'azienda LEGO impiegava 450 persone.
Il 1961 ed il 1962 videro l'introduzione delle prime ruote, un'innovazione che consentì di costruire automobili ed altri veicoli con i mattoncini. Sempre in questo periodo, la LEGO introdusse una speciale linea di mattoncini adatta al mercato prescolare e stipulò un accordo che permise alla Samsonite di produrre e vendere i prodotti LEGO in Canada. L'accordo durò fino al 1988. I set di mattoncini del sistema LEGO erano all'epoca circa 50.
Nel 1963 il materiale utilizzato per i mattoncini, l'acetato di cellulosa, fu abbandonato a favore di un composto più stabile, tuttora usato, la plastica ABS (acrilonitrile butadiene stirene). Il nuovo materiale è atossico, meno soggetto a deformazioni e perdita di colore, e più resistente al calore, agli acidi, e ad altri agenti chimici. I mattoncini prodotti a partire dal 1963 conservano ancora la loro forma e il loro colore cinquant'anni più tardi e ancora possono essere collegati con mattoncini prodotti oggi dalla LEGO, il che ne garantisce una forte identità e riconoscibilità nel mercato.
Nel 1964 furono per la prima volta inclusi i manuali di istruzione nelle confezioni di LEGO. Una delle serie di maggior successo fu il sistema Treno, prodotto a partire dal 1966: la confezione originale comprendeva un piccolo motore a 4,5 volt, mentre due anni dopo fu introdotto un motore a 12 volt.
Il 7 giugno 1968 fu creato il Parco Legoland a Billund, con elaborati modellini di città in miniatura interamente costruiti con i mattoncini LEGO. Il parco LEGO di 12.000 metri quadrati ebbe nel primo anno 625.000 visitatori e nei vent'anni successivi crebbe di dimensioni fino a diventare otto volte la grandezza originale e raggiungere la media di circa un milione di visitatori l'anno. Nel 1968 furono vendute oltre 18 milioni di confezioni di LEGO.
Nel 1969 venne messo in vendita il sistema Duplo, rivolto ad un pubblico di bambini più piccoli, con mattoncini di dimensioni più grandi e dunque più sicuri e la LEGO cominciò a posizionarsi in questo segmento di mercato. Il nuovo sistema era comunque compatibile con i mattoncini LEGO, inseribili sopra i mattoncini Duplo, rendendo possibile ai bambini un graduale passaggio tra i due modelli durante la crescita.
Gli anni sessanta assistettero ad una notevole espansione della LEGO, sia in termini di fatturato, sia in termini di dipendenti.

### Anni settanta
Nel 1970 LEGO occupava oltre 900 dipendenti. Nel 1971 cominciò ad occuparsi specificamente anche del mercato femminile, con l'introduzione di parti di mobilio e case per bambole. Nel 1972 l'universo LEGO si espanse anche nel settore trasporti, presentando modelli di navi e barche realizzate con scafi realmente galleggianti.
Nello stesso periodo Kjeld Kirk Kristiansen, il figlio di Godtfred Kirk Christiansen, entrò a far parte della direzione aziendale, dopo essersi specializzato con corsi di business in Svizzera e Danimarca ed aver fatto la gavetta nell'azienda di famiglia sia comparendo, ancora ragazzino, nelle immagini pubblicitarie sia in patria che all'estero, sia progettando modelli nel corso degli anni sessanta (ad esempio, il #330 del 1968). Il cognome di Kjeld assunse la "K" iniziale, al posto della "Ch" originale, a causa di un errore sul certificato di nascita, in seguito mai corretto.
Uno dei primi successi ottenuti da Kjeld fu la creazione di nuovi stabilimenti di produzione e di dipartimenti di ricerca e sviluppo con l'incarico di mantenere l'azienda aggiornata su prodotti e metodi di produzione. Nel 1974 comparvero le prime figure umane con braccia posizionabili, all'interno della scatole della linea LEGO family, che diventò la più venduta in assoluto. L'anno successivo fu introdotta una prima versione di "persona in miniatura", ma non aveva braccia orientabili né la riproduzione disegnata dei lineamenti del volto. Nel frattempo, fu inaugurato un nuovo impianto di produzione a Enfield negli Stati Uniti.
Le scatole di una nuova serie per costruttori esperti (nota sia come Serie Expert che come Hobby Set) furono introdotte nel 1975. Non va confusa questa linea con quella che poco dopo (1977) prese il nome di Technical Sets in Europa ed Expert Builder negli Stati Uniti l'anno successivo. La nuova serie comprende parti mobili come ingranaggi, differenziali, cremagliere, leve, assi e perni, per costruire modelli realistici come automobili con sospensioni, sterzo, cilindri e pistoni in movimento. Infine il mondo LEGO si completò nel 1978 con l'aggiunta degli "omini" la cui iconografia sarebbe divenuta celebre. Questi hanno gambe e braccia orientabili, un sorriso accogliente, e un caratteristico viso di colore giallo. Furono inclusi in varie scatole, permettendo ai costruttori di riprodurre e popolare città ed edifici, strade, veicoli, treni e navi con la stessa scala.
Un'altra espansione significativa delle linee LEGO avvenne nel 1979, quando videro la luce i primi set spaziali. Personaggi in tuta d'astronauta, razzi, Rover lunari ed astronavi contribuirono a rendere questa serie molto popolare.
Fabuland, una serie dedicata ai più giovani in cui i personaggi erano animaletti (gattini, cagnolini, topolini, conigli, caprette, maialini, scimmiette ecc.), venne creata nello stesso anno, come anche la serie Scala (dedicata a ragazzine) che permette di assemblare elementi di gioielleria. Sempre nel 1979 Kjeld Kirk Kristiansen divenne il presidente della LEGO, concludendo un decennio di rafforzamento ed ampliamento della società.

### Anni ottanta
Nel 1980 LEGO istituì la Divisione Prodotti Educativi, con l'obiettivo specifico di espandere le potenzialità educative di questi giocattoli. Aprì uno stabilimento di confezionamento in Svizzera, seguito da un secondo in Jutland (Danimarca) per la produzione di pneumatici LEGO.
La seconda generazione dei LEGO sui treni apparve nel 1981. Come la precedente, disponibile sia nella versione a 4,5 V, a batteria, che a 12 V con un trasformatore, ma con un numero maggiore di accessori, incluse luci, scambi e segnali controllati remotamente, persino sistemi a frizione.
La serie tecnica nel 1982 cominciò ad essere chiamata nel mercato europeo con un unico nome, Technic. In quello statunitense passerà da Expert Builders all'attuale denominazione due anni dopo. Il 13 agosto dello stesso anno si celebrò il cinquantesimo anniversario dell'azienda. Per commemorare l'evento fu pubblicato un libro, 50 anni di gioco. L'anno seguente, il sistema Duplo fu potenziato, aggiungendo pezzi per un'utenza ancora più giovane. I nuovi set inclusero sonaglini e personaggi con arti snodati.
Con l'introduzione della serie Castle, la piccola popolazione LEGO ottenne un intero reame, con castelli, armigeri e cavalieri. Le scatole Luci&Suoni vennero lanciate nel 1986, comprendenti un modulo a batteria, luci elettriche, cicalini ed altri accessori che aggiunsero un'ulteriore dose di realismo alle creazioni LEGO. Nel medesimo anno, la Divisione Prodotti Educativi produsse il Technic Computer Control, un sistema con modelli motorizzati di robot, camion ed altre macchine, pilotabili attraverso un computer. Sempre nello stesso anno, aprì uno stabilimento produttivo a Manaus, in Brasile.
Nel 1984 la linea Technic fu ampliata con l'aggiunta di componenti pneumatici.
Una nuova serie LEGO per costruttori esperti fu messa in vendita nel 1986: tre confezioni Model Team, comprendenti macchine da corsa, camion, mezzi sia nautici che aerei e fuoristrada, dotati di un elevato realismo e livelli di dettaglio mai raggiunti da altre serie LEGO. Come la serie Technic fu curata dal punto di vista meccanico, allo stesso modo la serie LEGO Team lo fu dal punto di vista visivo e stilistico.
Nell'agosto del 1988 38 ragazzi da 17 diverse nazioni parteciparono al primo campionato mondiale di costruttori LEGO, a Billund. Lo stesso anno fu fondata la LEGO Canada.
La linea LEGO crebbe ancora nel 1989, con la commercializzazione della serie Pirati, comprendente varie navi pirata, tesori e isole deserte; la serie fu anche la prima a scostarsi dalla consuetudine di realizzare personaggi con visi stilizzati sorridenti (apparvero per esempio baffi e barbe), una pratica tutt'oggi continuamente sviluppata con espressioni multiple.
La Divisione Prodotti Educativi LEGO fu rinominata LEGO Dacta: il nome richiama la parola di origine greca "didattico", ossia "studio del processo di apprendimento". Seymour Papert, professore del MIT, fu soprannominato "Professore per la ricerca dell'apprendimento LEGO", in seguito al suo lavoro di collegamento, chiamato (Lego-Logo), fra i prodotti LEGO ed il linguaggio di programmazione LOGO attraverso l'uso di pezzi speciali.
L'azienda LEGO divenne una delle dieci maggiori aziende di giocattoli dell'anno, l'unica europea in classifica. Il parco Legoland a Billund contò più di un milione di visitatori, per la prima volta dalla sua apertura. Al primo "Professore di Dinamiche di Business LEGO", Xavier Gilbert, fu assegnata una cattedra all'International Institute for Management Development a Losanna, Svizzera.

### Anni novanta
Nel 1990 fu fondata la LEGO Malaysia. Nel 1991 la LEGO standardizzò i propri componenti elettrici: la serie Train, insieme coi motori della serie Technic, fu adattata ai 9 V, in modo da adeguarsi al resto dei prodotti LEGO.
Nel 1992, usando prodotti LEGO, furono stabiliti due record nel Guinness dei primati: un castello composto da 400.000 mattoncini, di 4,45 m per 5,22 m, costruito e pubblicizzato dalla televisione svedese, ed una ferrovia lunga 545 m, con tre locomotive.
La linea DUPLO fu arricchita dalla LEGO con la serie Toolo (probabilmente derivante dall'inglese tool, "utensile"), consistente in: giraviti, chiavi inglesi, dadi e viti, mentre la serie Paradisa, destinata ad un giovane pubblico femminile, si distingueva nell'uso di nuove varietà di colori pastello. Il 1993 portò un treno DUPLO e una "paletta" a forma di pappagallo per raccogliere i mattoncini.
I primi prototipi di figure umane LEGO avevano una varietà di espressioni e di colori della pelle, ma entrarono in produzione stabile solo quelle gialle e con un sorriso standard. La linea LEGO Pirati fu la prima ad aggiungere nuove espressioni, mentre serie sotto licenza come LEGO Guerre stellari e LEGO Harry Potter videro la comparsa di figure ispirate direttamente a personaggi cinematografici. Fu solo nel 2003, con l'introduzione della serie LEGO Basket, che i colori della pelle disponibili si allargarono per comprendere tonalità più realistiche.

### Anni duemila

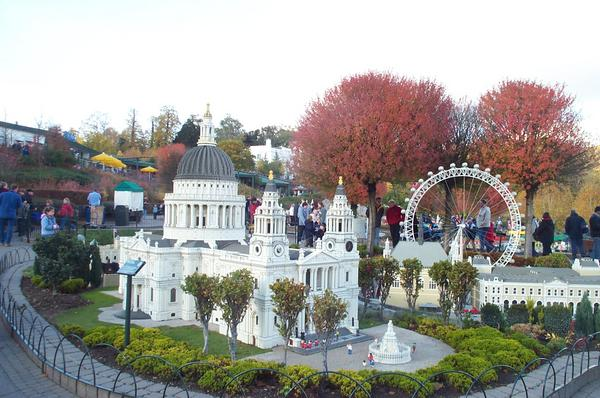
Una riproduzione della cattedrale di St.Paul a Londra, nel parco di Legoland di Windsor. È composta da migliaia di mattoncini. Anche la ruota panoramica London Eye, sullo sfondo, è composta da mattoncini LEGO.

Nell'anno 2003 il bilancio di LEGO accusò un deficit di 188 milioni di euro, costringendo il presidente Poul Plougmann alle dimissioni e Kjeld Kirk Kristiansen a ritornare al comando. Nell'anno successivo furono licenziati circa un migliaio di dipendenti LEGO, per ridurre i costi.
Nonostante questo provvedimento, nell'ottobre del 2004 la LEGO accusò un deficit ancora maggiore e Kristiansen si dimise nuovamente, versando alla società quasi 130 milioni di euro dal suo patrimonio personale.
Nel 2004 LEGO decise di modificare le tonalità di alcuni colori: grigio, grigio scuro, marrone e viola, malgrado i primi tre fossero i fondamentali del sistema LEGO.
Nel 2022 LEGO e EPIC GAMES fanno un accordo ufficiale per un metaverso per i più giovani.

## Cronistoria
| Anno      | Descrizione |
| --------- | --- |
| 1916      | Ole Kirk Kristiansen apre una falegnameria a Billund, Danimarca. |
| 1924      | La bottega di Ole Kirk viene ridotta in cenere da un incendio generato da trucioli di legno. Ole Kirk ricostruisce il laboratorio, ampliandolo, e comincia a produrre giocattoli di legno in aggiunta al mobilio che produceva prima. |
| 1934      | Kristiansen conia il nome LEGO, dalla frase danese "leg godt", che significa "gioca bene". La LEGO continua a produrre giocattoli, passando alla plastica quando questa diviene di uso comune. |
| 1947      | La famiglia Kristiansen acquista la prima macchina per stampare oggetti in plastica e viene ispirata da alcuni campioni di "Kiddicraft Self-Locking Building Brick", mattoncini nati da un brevetto del britannico Mr. Hilary "Harry" Fisher Page. |
| 1949      | La LEGO comincia a produrre mattoncini simili, chiamandoli "Automatic Binding Bricks" (Mattoncini a collegamento automatico). |
| 1953      | I mattoncini LEGO prendono il nome di LEGO Mursten (Mattoncini LEGO). |
| 1954      | Godtfred Kirk Christiansen diventa manager dell'azienda LEGO. La plastica non è ben vista dal mercato, così i mattoncini vendono poco. Godtfred ha l'idea di far diventare i mattoncini LEGO un "sistema di gioco". |
| 1958      | Il disegno dei mattoncini è migliorato, aggiungendo versatilità e capacità di coesione. Ole Kirk Christiansen muore, lasciando a Godtfred la guida dell'azienda. |
| 1959      | Un piccolo gruppo di dipendenti LEGO, la divisione Futura, assume l'incarico di studiare nuove confezioni. |
| 1960      | Un altro incendio brucia la maggior parte del magazzino LEGO di giocattoli in legno. I nuovi mattoncini vendono abbastanza bene da permettere la cessazione della produzione in legno. Alla fine dell'anno la LEGO contava 450 dipendenti. |
| 1961–1962 | La LEGO fa un accordo con la Samsonite, permettendogli di produrre e vendere prodotti LEGO in Canada. L'accordo durerà fino al 1988. |
| 1963      | L'utilizzo dell'acetato di cellulosa per i mattoncini viene abbandonato, in favore della plastica ABS (acrilonitrile butadiene stirene), più stabile. |
| 1964      | Vengono messe in vendita le prime confezioni comprensive di manuali d'istruzione. |
| 1966      | Viene lanciata una delle serie di maggior successo, la serie Train. Le prime confezioni comprendevano binari e locomotori a 4,5 volt. |
| 1968      | Fanno la loro comparsa i primi motori da treno a 12V. Il 7 giugno apre il parco LEGOLAND a Billund. |
| 1969      | Nasce il sistema LEGO Duplo, indirizzato a bimbi più piccoli, ma sempre compatibile con i mattoncini LEGO esistenti. |
| 1973      | Tutti i prodotti LEGO sono posti sotto lo stesso logo, un quadrato rosso con la parola LEGO bordata di nero e giallo. |
| 1974      | Vengono lanciati i primi personaggi LEGO con arti disorientabili e mani non in grado di reggere utensili, con la serie LEGO Family. |
| 1977      | Viene lanciata la serie LEGO Technic. |
| 1978      | La LEGO introduce mini-personaggi con arti orientabili e mani in grado di reggere utensili. Questo fu la seconda innovazione più importante, dopo il mattoncino stesso. |
| 1979      | Kjeld Kirk Kristiansen diventa presidente della LEGO. Vengono presentate le serie LEGO Space, LEGO Fabuland e LEGO Scala. |
| 1980      | LEGO istituisce il "dipartimento prodotti educativi"; Vengono aperti nuovi stabilimenti in Svizzera e nello Jutland, Danimarca. |
| 1981      | Viene prodotta la seconda generazione di treni LEGO. Include una vasta gamma di accessori. |
| 1983      | LEGO lancia la serie LEGO Duplo Baby. |
| 1984      | LEGO lancia la serie LEGO Castle. |
| 1986      | In alcune scuole compaiono robot LEGO Technic, controllati da computer. Vengono lanciate le serie LEGO Luci&Suoni, LEGO Town e LEGO Space; apre una nuova fabbrica a Manaus, in Brasile; Alla serie Technic vengono aggiunti pezzi con pompe pneumatiche. |
| 1988      | Primo campionato mondiale di costruttori LEGO, tenutosi a Billund. Viene fondata la LEGO Canada. |
| 1989      | Viene lanciata la serie LEGO Pirati; il dipartimento prodotti educativi viene rinominato in LEGO Dacta. Termina la serie LEGO Fabuland. |
| 1990      | Viene lanciata la linea LEGO Model Team; la LEGO è una delle 10 più grandi aziende produttrici di giocattoli. Apre la LEGO Malesia. |
| 1992      | LEGO conquista due record nel Guinness dei Primati; nascono le serie LEGO Paradisa e LEGO Duplo Toolo. |
| 1995      | Nasce la serie LEGO Primo. |
| 1996      | Inghilterra nasce il parco LEGOLAND Windsor; viene presentato il LEGO Watch System e la serie LEGO Western. |
| 1997      | LEGO lancia il suo primo videogioco, LEGO Island. La LEGO introduce elementi in fibra ottica. |
| 1998      | LEGO lancia i videogiochi LEGO Creator, LEGO Loco e LEGO Scacchi; nascono i mattoncini beige; Vengono presentate le serie LEGO Adventurers e LEGO Insectoids e nasce il nuovo LEGO Mindstorms con l'unità rcx. |
| 1999      | Apre LEGOLAND California, a Carlsbad; viene presentata la serie LEGO Rock Raiders e la serie LEGO Star Wars. |
| 2001      | Viene messa sul mercato la fortunata serie LEGO Bionicle. |
| 2003      | La società dichiara un deficit di 188 milioni di euro; l'anno successivo dopo due presidenze diverse il deficit si allarga. Nella serie LEGO Bionicle viene creato il film LEGO Bionicle: Mask of Light. |
| 2004      | LEGO introduce nuovi colori della pelle dei personaggi che fanno riferimento a persone reali e personaggi di cartoni animati (giocatori di basket, personaggi Harry Potter, Spiderman, Star Wars, Spongebob ecc.); la LEGO rimpiazza i mattoncini grigi, grigio scuro e viola con altri di tonalità diversa. Riguardo alla serie LEGO Bionicle viene creato il film LEGO Bionicle 2 - Le leggende di Metru Nui. |
| 2005      | Nasce la serie LEGO City. Nella serie LEGO Bionicle viene creato il film LEGO Bionicle 3 - Le ombre del mistero. |
| 2006      | Nasce la nuova unità per il LEGO Mindstorms, l'nxt completamente nuova assieme ai suoi pezzi LEGO Technic. |
| 2007      | La società inserisce sul mercato le nuove serie LEGO Mars Mission. Si rinnova anche la serie storica LEGO Castle che riguarda il mondo del Medioevo, con la linea LEGO Castle - Fantasy Era, vagamente ispirata alla saga del Signore degli Anelli. LEGO infatti introduce per la prima volta personaggi come troll di caverna molto più grandi dei classici omini, nani minatori, cavalli e uomini scheletrici, orchetti dalla pelle verde; tutti elementi effettivamente apparsi anche nella famosa trilogia cinematografica. |
| 2008      | Il 28 gennaio la Lego compie 92 anni (dall'iniziale fondazione della impresa come falegnameria). Per l'occasione viene messa sul mercato una confezione commemorativa, uno scorcio di città del 1958 con i mattoncini di ora (articolo nuovo codice 10184). Viene inserita sul mercato le nuove serie LEGO Agents, LEGO Indiana Jones e LEGO Architecture. |
| 2009      | Il 25 novembre la LEGO rilascia un comunicato con il quale annuncia la fine della produzione della serie LEGO Bionicle nell'anno successivo. Viene introdotta la linea Lego Power Miners e vengono aggiornate le linee LEGO Space Police e LEGO Mindstorms nxt 2.0. |
| 2010      | Sono introdotte le serie LEGO Prince of Persia, LEGO Atlantis, LEGO World Racers, LEGO Hero Factory, LEGO Ninjago e LEGO Minifigures. In quest'anno vengono introdotti per la prima volta i giochi da tavolo LEGO, i LEGO Games. LEGO Bionicle si chiude durante la prima parte dell'anno, con la linea Stars. |
| 2011      | LEGO introduce le serie LEGO Pharaoh The Quest, LEGO Ninjago, LEGO Pirati dei Caraibi, LEGO Heroica e LEGO Alien Conquest. |
| 2012      | LEGO introduce le serie LEGO Dino e LEGO Friends (quest'ultima destinata alle bambine), mentre nella serie LEGO City compare il sottotema delle guardie forestali. Poi vengono creati i nuovi temi LEGO The Lord of The Rings, LEGO Monster Fighter e LEGO Minecraft. |
| 2013      | La serie Ninjago termina e vengono introdotte altre serie: LEGO Galaxy Squad, LEGO Lo Hobbit, LEGO Teenage Mutant Ninja Turtles e LEGO Legends of Chima; inoltre esce il videogioco LEGO City Undercover. Inoltre, esce la serie LEGO Disney Princess. È il 15º anniversario di LEGO Mindstorms e viene lanciata la versione EV3. |
| 2014      | La serie Ninjago riprende e vengono introdotte nuove tipi di serie: LEGO Legends of Chima, LEGO New Technology, LEGO Ultra Agents, LEGO Mixels (in collaborazione con Cartoon Network) e i LEGO The Simpsons. Esce nei cinema The LEGO Movie. LEGO Hero Factory giunge al suo ultimo anno con la linea Invasion from Below. |
| 2015      | Vengono introdotti dei nuovi set: LEGO Jurassic World, nuovi set basati sul quarto film della saga Jurassic Park, vengono introdotti grazie all'uscita del gioco LEGO Dimensions nuovi set dedicati a Ritorno al Futuro, Portal 2, I Simpson, Dr Who, Scooby-Doo, Il mago di Oz, Ninjago, Chima e ritorna LEGO Bionicle che riprende dopo la pausa iniziata nel 2010. |
| 2016      | Grazie al videogioco LEGO Dimensions vengono introdotti dei nuovi set: LEGO Ghosthbusters, LEGO Midway Arcade, LEGO Adventure Time, LEGO A-Team, LEGO Gremlins, LEGO E.T, LEGO Sonic the Hedgehog, LEGO Animali fantastici e dove trovarli e LEGO Mission: Impossible uscì anche LEGO Angry Birds (per pubblicizzare il film Angry Birds) e vengono introdotti dei nuovi set Marvel deadicati a Captain America: Civil War e Doctor Strange. |
| 2017      | Vengono Introdotti gli ultimi set di LEGO Dimensions dedicati a LEGO Batman - Il film spin-off di The LEGO Movie, LEGO Supercar, LEGO I Goonies, LEGO City Undercover, LEGO Teen Titans Go!, LEGO Beetlejuice e LEGO The Powerpuff Girls ed esce al cinema anche LEGO Ninjago - Il film, altro spin-off di The LEGO Movie con annesso vengono introdotti i loro set. Viene sviluppato il videogioco LEGO Worlds pubblicato da Warner Bros. Interactive Entertainment e vengono introdotti dei nuovi set Marvel dedicati a Guardiani della Galassia Vol. 2, Spider-Man: Homecoming e Thor: Ragnarok. Escono anche i set su Star Wars - Gli ultimi Jedi e la serie LEGO Classic. Viene prodotto il videogioco LEGO Marvel Super Heroes 2. |
| 2018      | Escono altri set su Star Wars - Gli ultimi Jedi. Escono dei nuovi set Marvel basati su Black Panther, Avengers: Infinity War e Ant-Man and the Wasp. Escono i set di Jurassic World - Il regno distrutto e di Solo: A Star Wars Story. Vengono prodotti i videogiochi LEGO Gli Incredibili e LEGO DC Super-Villains. |
| 2019      | Esce al cinema The LEGO Movie 2 - Una nuova avventura con anche tutti i set dedicati al film e il videogioco. Escono dei nuovi set Marvel basati su Captain Marvel, Avengers: Endgame e Spider-Man: Far from Home insieme a dei nuovi set dedicati a LEGO Spider-Man (classico). Escono dei nuovi set dedicati al film Aquaman e dei nuovi set di Batman. Vengono Introdotti nuovi set dedicati al videogioco Overwatch, dei nuovi set di Minecraft e la nuova serie LEGO Hidden Side. Escono gli ultimi set dedicati a Jurassic World - Il regno distrutto e dei nuovi set dedicati a Star Wars - L'ascesa di Skywalker. |
| 2020      | Doveva uscire il videogioco LEGO Star Wars La Saga degli Skywalker sviluppato da Traveller's Tales insieme ad altri set LEGO Minecraft, LEGO Star Wars ed vengono introdotti i primi set dedicati a LEGO Super Mario. |
| 2023      | Per il trentesimo anniversario di Jurassic Park, vennero realizzati dei set sul film omonimo, che non erano stati realizzati in precedenza. Uno di questi inserì un set dove introdusse per la prima volta il giocattolo del Brachiosaurus. Venne realizzato anche un set LEGO Ideas basato sul brano Dynamite prodotto dal gruppo musicale K-pop BTS, e alcuni set di Super Mario per l’uscita del film Super Mario Bros. - Il film. Vengono rilasciate, infine, il sequel della serie originale di Ninjago, ovvero LEGO Ninjago: La rivolta dei draghi, e la nuova serie sui sogni LEGO Dreamzzz. |

## Progettazione e produzione

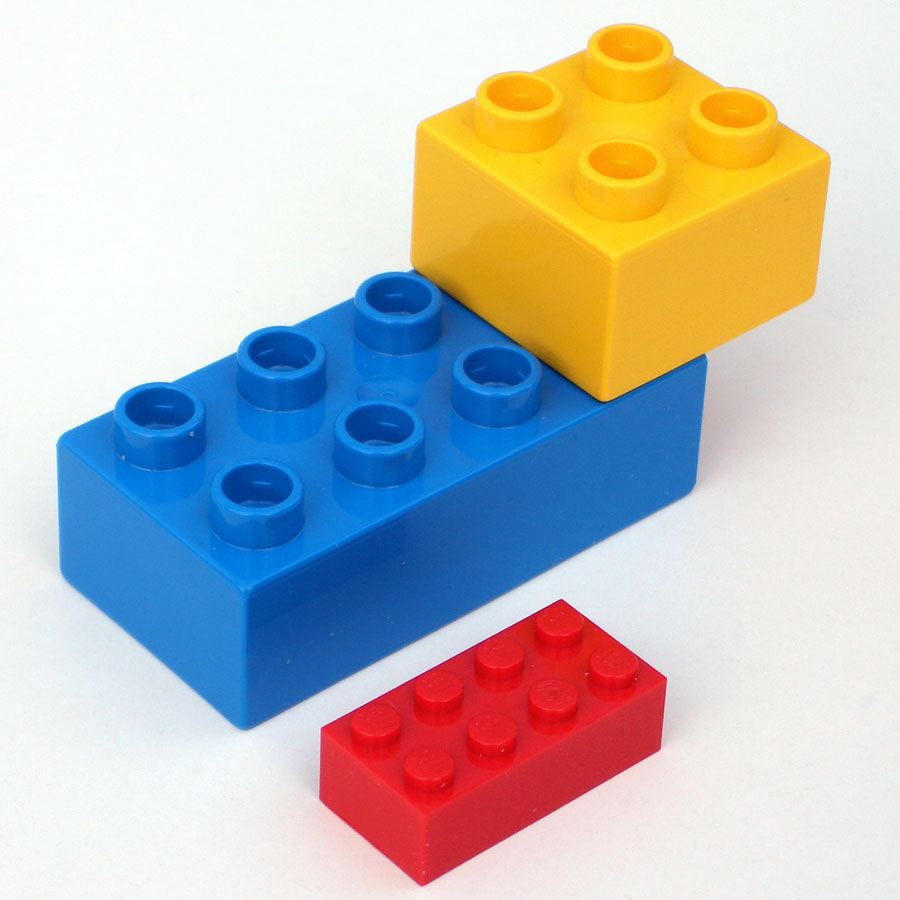
Alcuni modelli differenti di mattoncini LEGO.

Essendo giocattoli per bambini, il loro design è finalizzato a fare in modo che siano utilizzabili intuitivamente da chiunque senza l'ausilio di istruzioni. Per ottenere questo risultato, per ogni specifico componente è necessario impegnare un alto livello di specializzazione ingegneristica. Il "sistema" Lego è costituito dall'insieme di tutti i mattoncini prodotti dal 1958 ad oggi. I pezzi sono in grado di incastrarsi perfettamente tra di loro favorendo il sistema di gioco. Questa caratteristica consente al sistema LEGO di evolvere e di adattarsi alle varie fasi della crescita del bambino, fino alla maggiore età.
La fusione della materia prima avviene in due impianti in Danimarca e in Svizzera. Le decorazioni e il confezionamento si svolgono negli stabilimenti in Danimarca, Svizzera, USA, Corea del Sud e Repubblica Ceca. La media di produzione annuale è di circa 20 miliardi di mattoncini all'anno.
I singoli elementi sono prodotti con bassa tolleranza poiché, quando vengono incastrati, devono avere la giusta coesione e mantenerla. Per fare in modo che fra i pezzi vi sia il giusto incastro, la tolleranza di produzione è di 2 millesimi di millimetro (0,002 mm) o di 8 milionesimi di pollice (0,00008").

## Linee di giocattoli

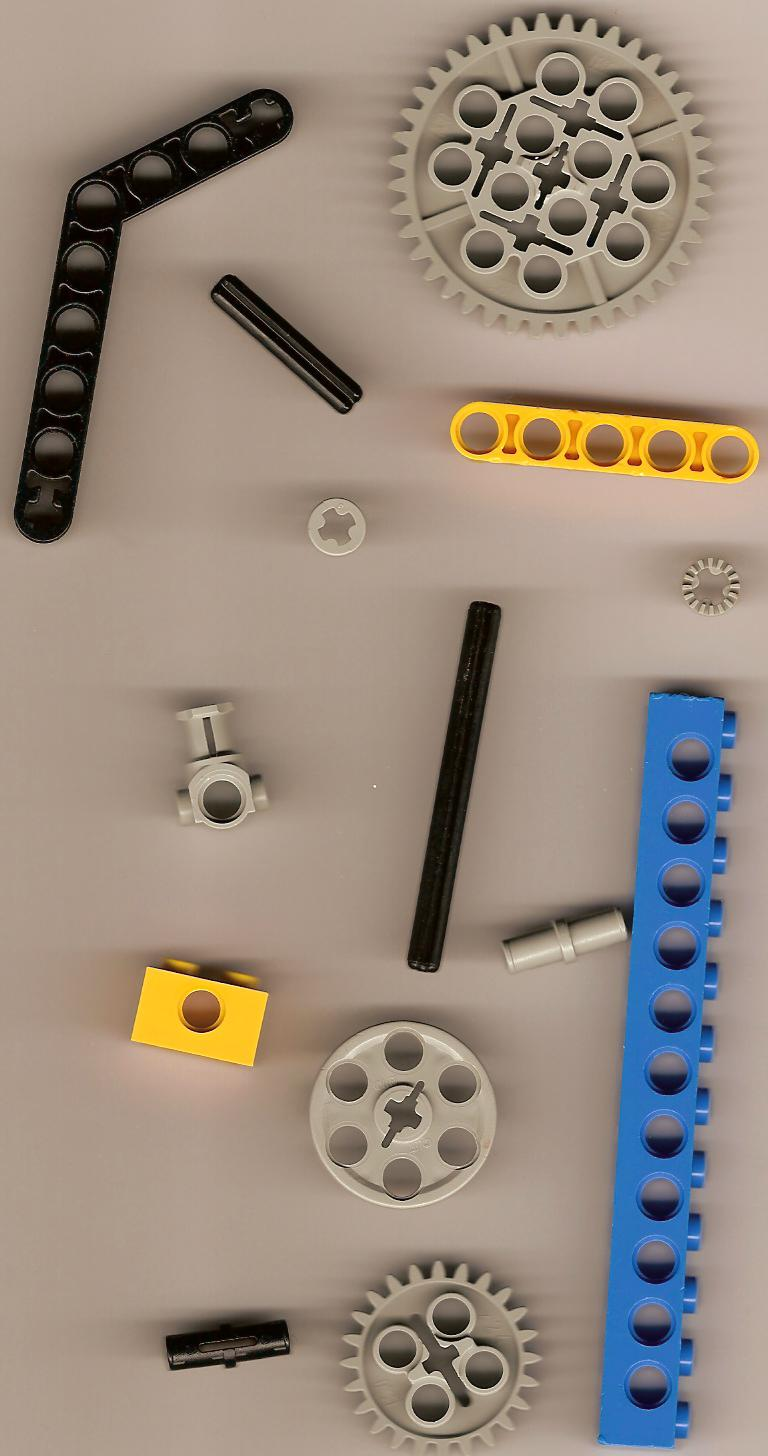
Alcuni pezzi della serie LEGO Technic.

Da quando iniziò a produrre mattoncini in plastica, LEGO ha commercializzato varie migliaia di confezioni tematiche: sullo spazio, sui robot, sulla pirateria, sui castelli medievali, sui dinosauri, su città, paesi, luoghi di villeggiatura, western, paesaggi artici, navi, macchine da corsa, treni, Guerre stellari, Harry Potter ed altro ancora.
I più grandi set di LEGO sono il Titanic (9090 pezzi), il Colosseo (9036 pezzi), il Millennium Falcon (7541 pezzi), il Taj Mahal (5922 pezzi), il Ninjago City Gardens (5685 pezzi), il Diagon Alley (5544 pezzi); in precedenza lo erano I'Imperial Star Destroyer (4784 pezzi), la Morte Nera (3803 pezzi) e la Tour Eiffel (3428 pezzi). Inoltre, nel 2019 è stato realizzato il modello attualmente più grande della serie Technic, il Liebherr R 9800 (42100) con 4108 pezzi; nel 2016 era la Porsche 911 GT3 RS (42056) con 2704 pezzi, nel 2013 era il Mobile Crane MK II (42009) con 2606 pezzi.
Esistono motori, ingranaggi, luci, altoparlanti e telecamere che possono essere utilizzati insieme agli altri componenti. Alcuni possono essere programmati con un computer per eseguire procedure complesse, i LEGO Mindstorms.
Nella seconda metà degli anni novanta, la LEGO propose varie serie destinate ad un'utenza specifica. La serie Bionicle, nata nel 2001, univa pezzi Technic e pezzi speciali per creare personaggi per ragazzi, mentre la serie Belville era destinata ad un pubblico femminile. Una serie chiamata LEGO 4 Juniors (LEGO per bambini) aveva personaggi di dimensioni medie, con arti snodati e gambe più lunghe degli ometti classici.
Nel 2003 la LEGO presentò Clickits, un set composto da pezzi componibili di gioielleria ed accessori, destinato principalmente ad un pubblico femminile.
Nel 2012 la LEGO lanciò la linea LEGO Friends con ometti fluidi e curvi ispirati a piccole bambole. Nel 2014 la LEGO ha lanciato la nuova linea LEGO Elves, molto simile come composizione di pezzi a quella di LEGO Friends.

## Il marchio
Il nome LEGO è diventato negli anni sinonimo del giocattolo che l'azienda produce. Il termine LEGO, infatti, è utilizzato il più delle volte per indicare i mattoncini stessi ("i Lego", ma anche "il Lego"), piuttosto che l'azienda. Per scongiurare questa confusione, i cataloghi degli anni settanta e ottanta riportavano una nota simile a questa:
Il marchio "LEGO" è registrato in lettere maiuscole.

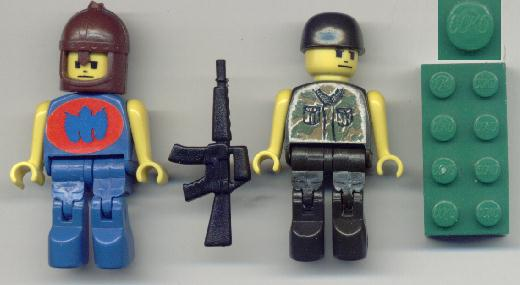
I mattoncini e i personaggi COKO che copiano agli originali LEGO.

Da quando l'ultimo brevetto LEGO cessò nel 1988, molte aziende produssero mattoncini ad incastro simili a quelli LEGO, per esempio la Tyco Toys (successivamente assorbita dalla Mattel), la canadese Mega Bloks e la Tianjin COKO Toy Co. Questi prodotti concorrenti in genere sono compatibili con i mattoncini LEGO e venduti a prezzi inferiori.
Nel 2001 la filiale svizzera INTERLEGO AG intentò una causa nei confronti della Tianjin COKO Toy Co. per violazione del diritto d'autore. Durante il processo venne riconosciuta la violazione in molti mattoncini e la COKO fu costretta a cessare la loro produzione, pubblicare scuse formali sul quotidiano Beijing Daily e pagare una multa alla INTERLEGO. In appello, la Corte del Popolo di Pechino rovesciò la sentenza. Nel 2003 la LEGO vinse una causa in Norvegia contro il gruppo di marketing Biltema per la sua vendita di prodotti COKO, sulla base della confusione che quest'ultima generava sul mercato. Sempre nel 2003, un grosso carico di prodotti simil-LEGO, etichettati Enlighten, fu sequestrato dalla dogana finlandese. Le confezioni dei prodotti Enlighten erano simili a quelle ufficiali LEGO. Il loro produttore cinese non si presentò al processo e così la LEGO ottenne un'istanza di distruzione di tutto il carico. La LEGO si accollò le spese di distruzione delle 54.000 scatole, dichiarando il suo intento di evitare la confusione dei marchi e di voler proteggere i consumatori da prodotti di qualità potenzialmente inferiore.
LEGO cercò di registrare il marchio LEGO Indicia, ossia l'aspetto "borchiato" dei mattoncini (gli incastri superiori), sperando di interrompere la produzione dei concorrenti. Il 24 marzo del 2002 la Corte Federale del Canada chiuse il caso, affermando che la forma dei mattoncini è funzionale e quindi non tutelabile come marchio. L'appello della LEGO fu negato dalla Corte Federale il 14 luglio del 2003, ma la Corte Suprema del Canada il 29 aprile 2005 ha deciso di concedere udienza per un appello di grado superiore.

## Parchi tematici ed esposizioni

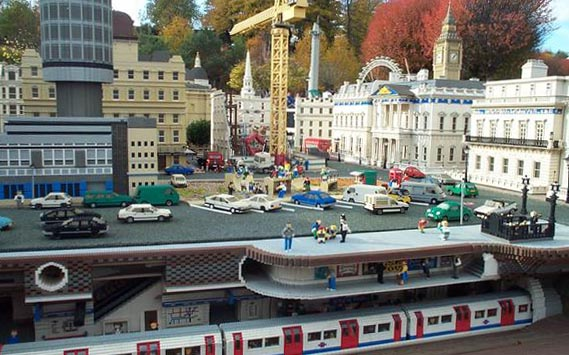
Modello LEGO di Londra, con una riproduzione computerizzata della metropolitana, nel Legoland di Windsor, in Inghilterra.

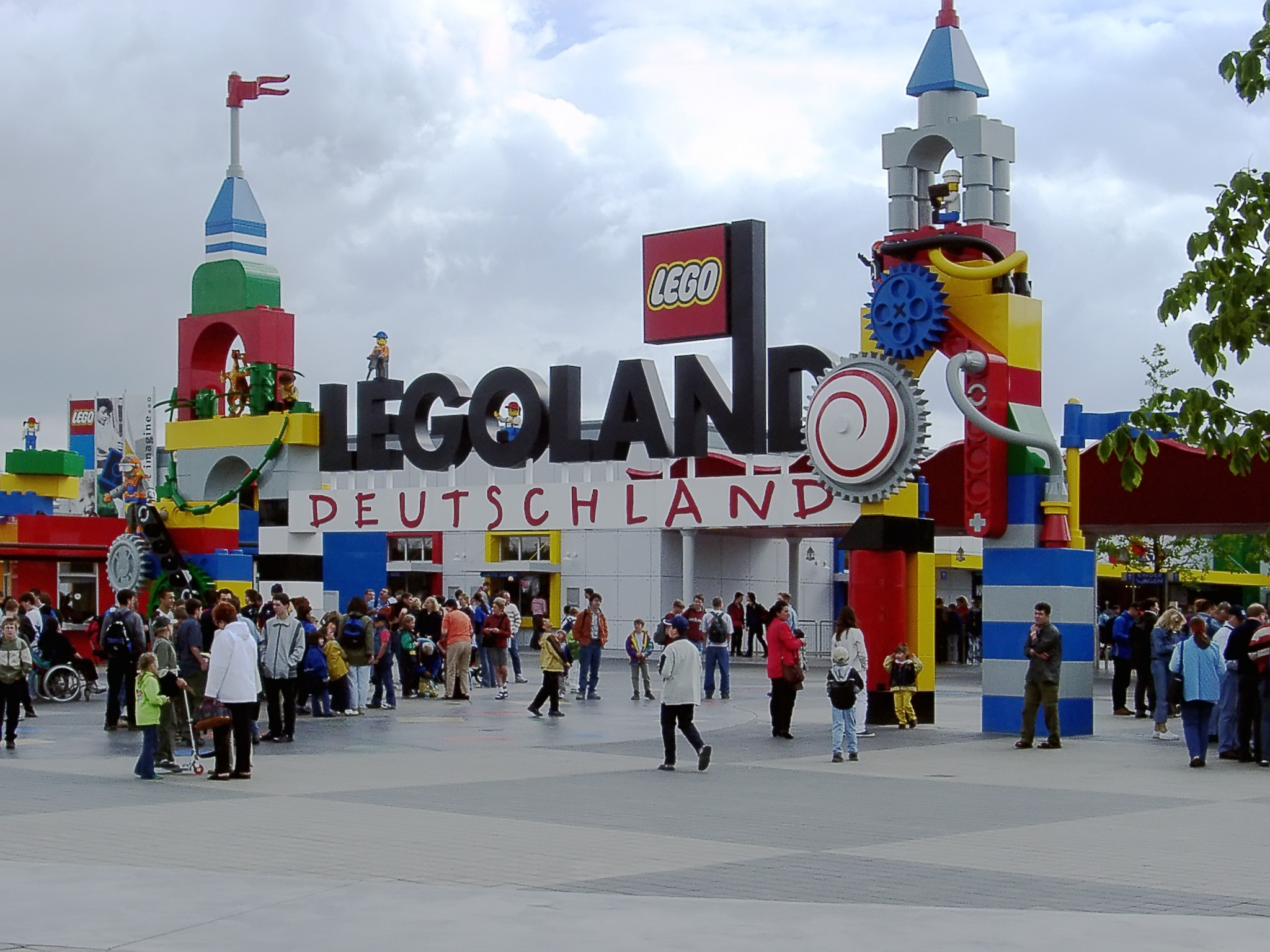
Parco tematico Legoland Deutschland a Günzburg (Germania).

LEGO ha costruito parchi tematici in varie nazioni, dal nome di LEGOLAND, con modelli in grande scala di luoghi reali. Il primo fu fondato a Billund, Danimarca. L’evento d’apertura a Billund fu così importante che la famiglia reale danese ha partecipato all’inaugurazione. Altri seguirono: LEGOLAND Windsor in Inghilterra, LEGOLAND California a Carlsbad negli Stati Uniti, LEGOLAND Deutschland nel distretto di Günzburg in Germania. Il 15 ottobre 2011 ha aperto il quinto parco, Legoland Florida a Winter Haven negli Stati Uniti. Il 31 ottobre 2016 ha aperto i battenti primo parco del Medio Oriente di nome Legoland Dubai negli Emirati Arabi Uniti. Il 1º aprile 2017 ha aperto l'ottavo parco Legoland Japan a Nagoya in Giappone.
Quando nel 1992 aprì il Mall of America, una delle sue attrazioni principali fu il LEGO Imagination Center. Altri due centri si trovano a Disneyland Paris e a Disney World; consistono in grandi negozi con esposizioni di statue di LEGO e aree di gioco con bidoni di mattoncini; è inoltre prevista la vendita, con svariate serie di LEGO, comprese quelle etichettate nei cataloghi ufficiali come "non disponibili nei negozi".
Tra le esposizioni, si segnala Meldolandia. Il regno del mattoncino, che si tiene ogni anno, tradizionalmente in autunno, a Meldola, presso Forlì, e che espone sia collezioni sia nuove creazioni.

## Catena di negozi
Nell'ottobre 2002 aprì il primo LEGO Brand Store (negozio monomarca) a Colonia, in Germania. Il secondo, LEGO Brand Store a Milton Keynes, nel Regno Unito, seguì a breve e altri LEGO Store aprirono in tutto il mondo nel giro di pochi anni, adeguando nel frattempo quelli già esistenti alla nuova immagine, nel 2011 il LEGO Store sbarca anche a New York. Una delle caratteristiche di questi negozi LEGO fu la creazione del sistema Pick-A-Brick (Scegli un mattoncino, dall'inglese), che permette ai clienti di acquistare grandi quantità di un preciso modello di mattoncino: i clienti riempiono contenitori o sacchetti di varie dimensioni, scegliendo i pezzi da una vasta scelta di forme e dimensioni. L'apertura della maggior parte di questi negozi è stata celebrata con una serie limitata di pezzi speciali LEGO.
Nel 2016 il gruppo LEGO annuncia di aver siglato con Percassi l'accordo per l'apertura dei primi negozi LEGO Certified Store in Italia, che propongono esclusivamente prodotti LEGO. Nel medesimo anno Percassi inaugura il primo LEGO Certified Store presso il nuovo centro commerciale di Arese, in provincia di Milano.
Il 25 novembre 2017 ha aperto a Torino il più grande LEGO Certified Store d'Italia, con oltre 310 metri quadri dislocati su due piani, nei pressi della stazione di Porta Nuova.
| Paese       | Negozi | Note   |
| ----------- | ------ | ------ |
| Austria     | 2      |        |
| Belgio      | 1      |        |
| Canada      | 10     |        |
| Cina        | 1      |        |
| Danimarca   | 3      |        |
| Francia     | 7      |        |
| Germania    | 11     |        |
| Svezia      | 1      |        |
| Regno Unito | 14     |        |
| Stati Uniti | 83     |        |
| Italia      | 24     | [ 28 ] |

## Riconoscimenti
- Nel 2006 è stata nominata dalla rivista Working Mothers ("Madri Lavoratrici") una delle 100 migliori società nell'attenzione verso le madri lavoratrici.[29]
- Alcuni mattoncini LEGO sono esposti presso la collezione permanente di design al Museum of Modern Art di New York con la seguente didascalia[30]:

ABS plastic, Manufactured by LEGO Group, Billund, Denmark.
(Museum of Modern Art di New York)

## Influenza culturale
Alcuni artisti hanno utilizzato i LEGO nelle proprie creazioni, producendo statue, mosaici e macchine complesse.
- Zbigniew Libera ha prodotto una serie di confezioni LEGO intitolata "Campo di concentramento LEGO" e ambientata in un campo di concentramento.[31]
- Dal 2007 l'artista italiano Stefano Bolcato dipinge dei tableaux vivants con personaggi LEGO coinvolti in fatti di cronaca.[32]
- Un altro esempio è il videoclip della canzone Fell in Love With a Girl del gruppo The White Stripes. Il regista Michel Gondry registrò prima una versione reale del video, digitalizzando poi il risultato e quindi lo rigirò interamente ricalcando le immagini reali con mattoncini LEGO.
- Brendan Powell Smith ha rappresentato ampi stralci della Bibbia con diorami LEGO sotto il nome di "The Brick Bible".[33]
- Il sito web del professor David Gauntlett rappresenta versioni LEGO di teorie di sociologia.[34]
- La versione DVD del film Monty Python e il Sacro Graal contiene una sequenza del musical "Camelot" rappresentata esclusivamente con personaggi e accessori LEGO.
- Il sistema LEGO è anche co-protagonista di un romanzo di Douglas Coupland, I Microservi (1995), nel quale i protagonisti abbandonano il loro lavoro di programmatori alla Microsoft per fondare una nuova azienda, in California, con l'intento di produrre un videogioco incentrato sui famosi mattoncini.
- La stessa LEGO ha venduto una linea di prodotti, chiamata LEGO Studios, che contiene una webcam (un modello Quickcam USB Logitech), software per registrare video su computer, bacchette di plastica trasparente per muovere i personaggi e un ometto somigliante al regista Steven Spielberg.
- Un insieme di software, chiamato LDraw, permette di creare modelli LEGO in 3D.
- Il cantante Io, Carlo è l'autore del singolo L'ego, che nel testo fa riferimento ai mattoncini della LEGO.[35]
- Nel manga Death Note uno dei personaggi, il detective Near, illustra i propri ragionamenti rappresentando sé stesso e le altre persone coinvolte nella vicenda con degli omini molto somiglianti a quelli LEGO; in un altro, Shaman King, vi è un personaggio di nome Blocken che, non avendo gli arti per muoversi, usa un'armatura a forma di minifigure e i suoi attacchi spirituali si basano utilizzando dei blocchi ad incastro, del tutto simili a dei LEGO.
- I Pet Shop Boys hanno pubblicato il loro album Very con un cofanetto molto simile al classico mattoncino.
- Nella webserie Epic Rap Battles of History le minifigure di Zeus e Thor vengono animate per un episodio.
- Nel 2010 l'Universal pubblica il film LEGO - Le avventure di Clutch Powers che narra le avventure di una squadra di omini lego che salverà il pianeta di Ashlar, assieme al principe Varen, dall'invasione di Mallock il maligno.
- Nel 2014 esce il film The LEGO Movie, prodotto da Village Roadshow Pictures e Warner Bros. L'enorme successo del lungometraggio porta anche a una rinascita commerciale e a un rinnovato appeal per il marchio danese.[36] Insieme a due spin-off (LEGO Batman - Il film e LEGO Ninjago - Il film) e un sequel del film (The LEGO Movie 2 - Una nuova avventura).
- Brickfilm: serie di filmati amatoriali realizzati con i LEGO.
- Il cantante britannico Ed Sheeran ha realizzato un brano intitolato per l'appunto "Lego House" inserito nel suo album + uscito nel 2011.

## Filmografia

### Direct-to-video
- Bionicle: Mask of Light (2003)
- Bionicle 2 - Le leggende di Metru Nui (2004)
- Bionicle 3 - Le ombre del mistero (2005)
- Bionicle - La rinascita della leggenda (2009)
- LEGO - Le avventure di Clutch Powers (2010)
- LEGO Batman: Il film (2013)
- Lego DC Super Heroes: Aquaman e la Justice League (2018)

### Lungometraggi
- The LEGO Movie (2014)
- LEGO Batman - Il film (2017)
- LEGO Ninjago - Il film (2017)
- The LEGO Movie 2 - Una nuova avventura (2019)
- Piece by Piece (2024)

## Televisione
Nel 2017 è stato prodotto nel Regno Unito il talent show Lego Masters in cui sono presenti squadre di giocatori che si sfidano con costruzioni LEGO a tema. Il programma televisivo ha avviato la produzione di un format internazionale.